# Aharon Kahana
Aharon Kahana (Stuttgart, 1905 - París, junio de 1967) fue un pintor y ceramista israelí nacido en Alemania.

## Biografía

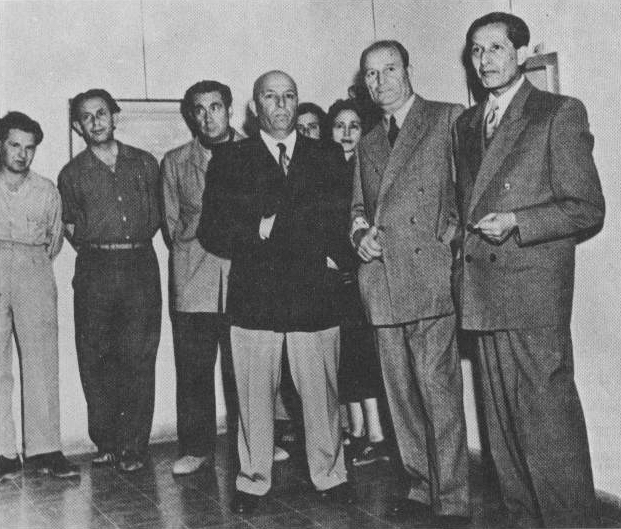
Inauguración de la segunda exposición de Horizontes Nuevos, 1949.

Kahana nació en Stuttgart en 1905 y desde su infancia estuvo expuesto al arte abstracto. Se educó en la Academia de Bellas Artes de su ciudad natal entre 1922 y 1925. Posteriormente proseguiría sus estudios en Berlín (1925) y París (1947). En 1934 abandonó Alemania, estableciéndose en el mandato británico de Palestina, en la población de Ramat Gan. Su traslado supuso también un cambio en su estilo, ya que pasó de la abstracción al realismo, si bien en 1943 volvería a las formas abstractas.

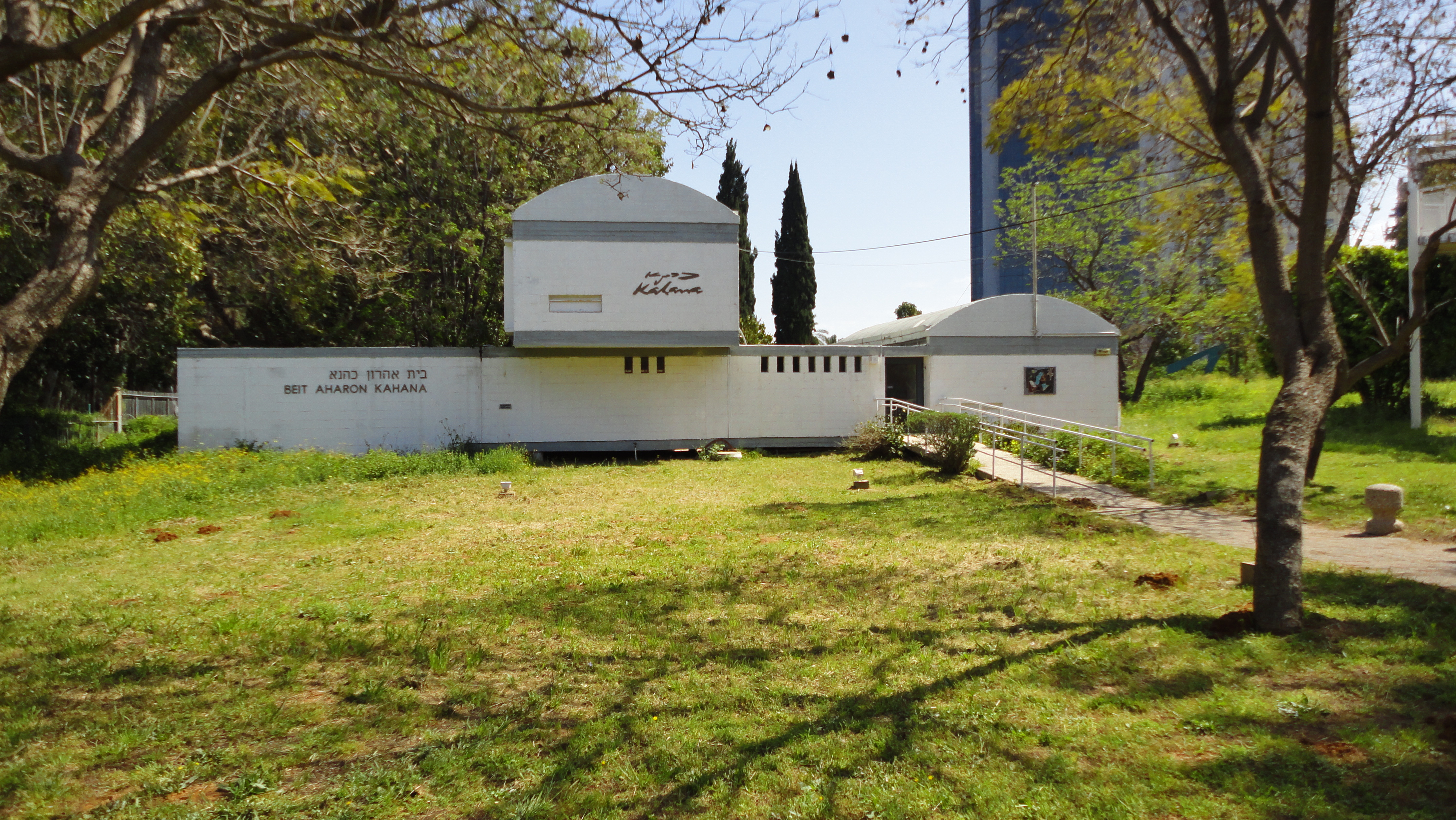
Casa-museo de Aharon Kahana

En 1947 colaboró en la fundación del grupo Horizontes Nuevos (en hebreo: אופקים חדשים, Ofakim Hadashim).
Kahana falleció en París en 1967 a consecuencia de un infarto. Su fallecemiento aconteció durante la Guerra de los Seis Días.
Aharon Kahana recibió el premio Dizengoff de pintura y escultura en 1938, 1952 y 1953. En 1958 se le entregó una distinción con motivo del décimo aniversario del Estado de Israel. En 1960 recibió el premio international del  Museo Solomon R. Guggenheim de Nueva York.
La casa de Aharon Kahana en Ramat Gan fue dedicada a museo, especializado en cerámica artística.

## Obra
Su obra se caracteriza por una austera estilización arcaizante, que derivó posteriormente hacia el expresionismo. Fue muy receptivo hacia las corrientes innovadoras.
Es conocido por su personal estilo artístico que desarrolló a inicios de los años cincuenta, que era una mezcla de formas modernistas generalmente geométricas y que presentan líneas definitorias notables, junto con contenidos conceptuales arcaicos y bíblicos. Este estilo se adaptaba bien a la decoración de paredes en espacios públicos dentro de la tendencia imperante en Israel en aquel momento. Y así mediante el uso de técnicas cerámicas se utilizó para la decoración, por ejemplo, de la Universidad Hebrea en Givat Ram, con la obra El sacrificio de Isaac.

En los últimos años de su vida, su estilo cambió sustancialmente. A partir de 1962 pintó una versión personal del Pop Art. Sus líneas se ablandaron y licuaron, las figuras adquirieron intensidad y un ritmo que expresaba vitalidad. Los contenidos también eran más personales, apareciendo desnudos femeninos.

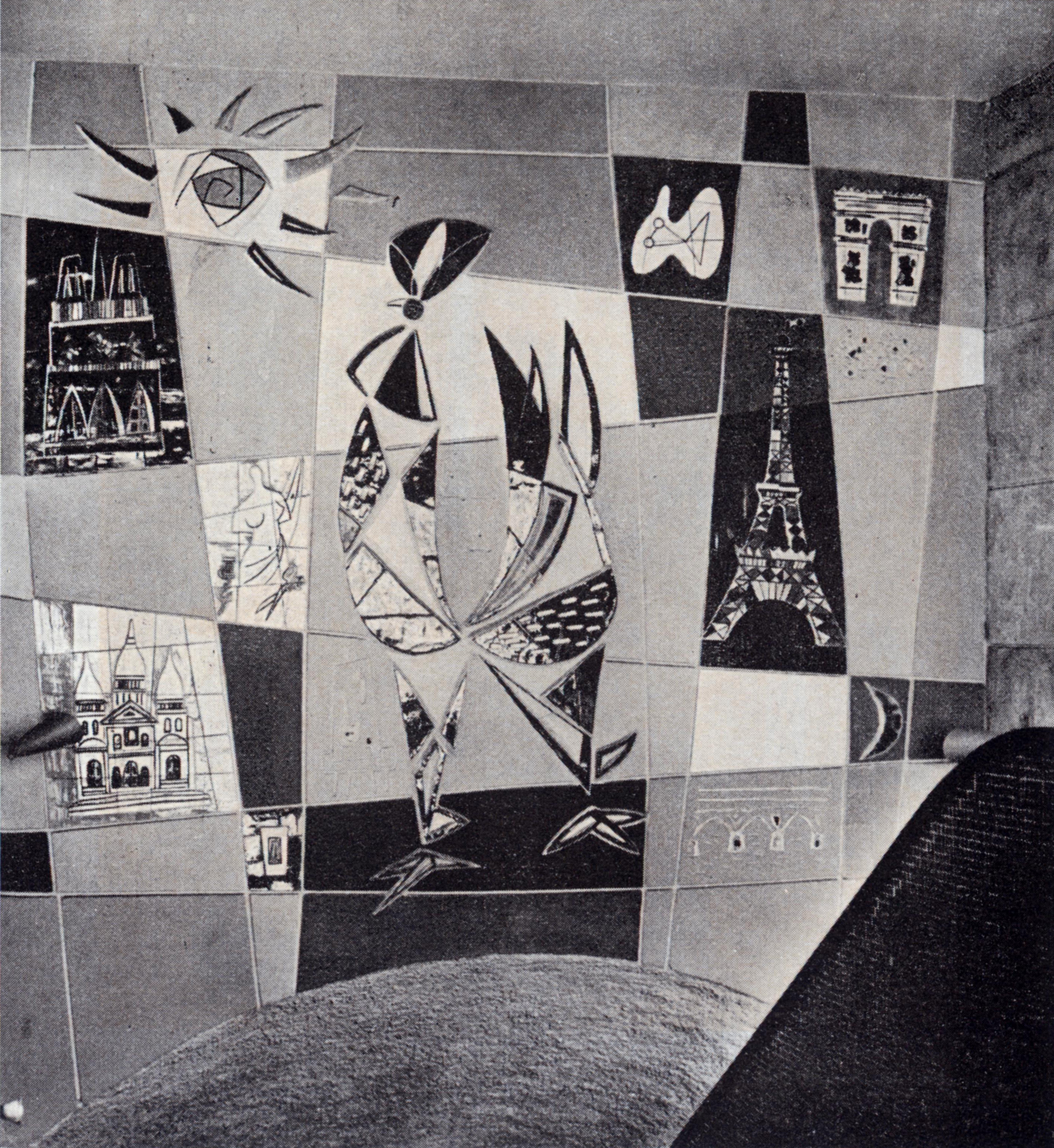
Obra en la estación de la Plaza de París del metro de Haifa.
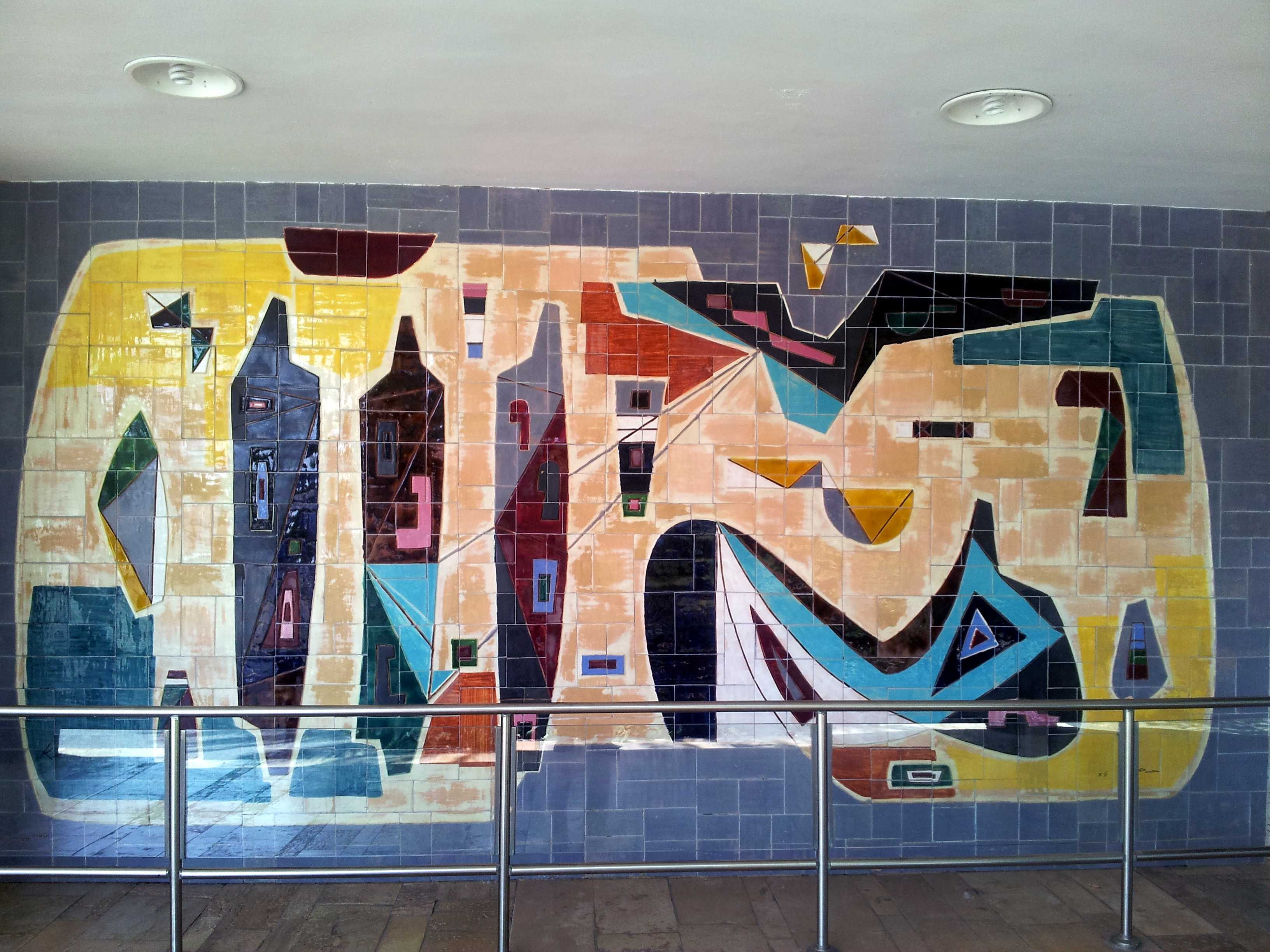
Mural cerámico en Givat Ram.